# Smash (álbum de Martin Solveig)
Smash es el quinto álbum de estudio del disc jockey y productor francés Martin Solveig. Se lanzó el 6 de junio de 2011 a través de Mercury Records. El álbum fue precedido por el sencillo principal, «Boys & Girls», en colaboración con el grupo canadiense Dragonette. El segundo sencillo, «Hello», se lanzó el 27 de septiembre de 2010 y se convirtió en un éxito mundial, alcanzando el número uno en cinco países. El tercer sencillo, «Ready 2 Go» se lanzó el 28 de marzo de 2011 y cuenta con la participación del cantante de la banda británica Bloc Party, Kele Okereke. Su cuarto sencillo se lanzó el 25 de octubre de 2011, el corte elegido fue Big in Japan, cuenta nuevamente con la colaboración de la agrupación canadiense Dragonette y la banda japonesa de pop adolescente Idoling!!!. El último sencillo desprendido del álbum, «The Night Out» fue lanzado en abril de 2012.

## Lista de canciones
| N.º | Título                                       | Escritor(es)                                    | Productor(es)                   | Duración |  |
| 1.  | «Hello» (con Dragonette)                     | Martín Solveig Martina Sorbara                  | Martín Solveig                  | 4:41     |  |
| 2.  | «Ready 2 Go» (con Kele)                      | Kele Okereke Martín Solveig                     | Martín Solveig                  | 4:24     |  |
| 3.  | «The Night Out»                              | Martín Solveig                                  | Martín Solveig                  | 4:43     |  |
| 4.  | «Can't Stop» (con Dragonette)                | Martín Solveig Martina Sorbara Michaël Tordjman | Martín Solveig Michaël Tordjman | 3:37     |  |
| 5.  | «Racer 21» (instrumental)                    | Martín Solveig Michaël Tordjman                 | Martín Solveig Michaël Tordjman | 3:10     |  |
| 6.  | «We Came To Smash» (con Dev)                 | Dev Julien Jabre Martín Solveig                 | Julien Jabre Martín Solveig     | 3:23     |  |
| 7.  | «Big in Japan» (con Dragonette e Idoling!!!) | Martín Solveig Martina Sorbara                  | Martín Solveig                  | 4:18     |  |
| 8.  | «Get Away from You»                          | Martín Solveig                                  | Martín Solveig                  | 2:24     |  |
| 9.  | «Boys & Girls» (con Dragonette)              | Martín Solveig                                  | Martín Solveig                  | 3:44     |  |
| 10. | «Let's Not Play Games» (con Sunday Girl)     | Julien Jabre Martín Solveig Jade Williams       | Julien Jabre Martín Solveig     | 3:14     |  |

| iTunes Deluxe Edition additional tracks |                                                |          |  |
| N.º                                     | Título                                         | Duración |  |
| 11.                                     | «Ready 2 Go (Arno Cost Remix)» (con Kele)      | 6:46     |  |
| 12.                                     | «Hello (Sidney Samson Remix)» (con Dragonette) | 5:18     |  |
| 13.                                     | «Ready 2 Go (Hardwell Remix)» (con Kele)       | 6:34     |  |
| 14.                                     | «Hello (Michael Woods Remix)» (con Dragonette) | 7:18     |  |

- Fuente[2]

## Créditos
- Tom Coyne - masterización
- Dev - voz, coros
- Dragonette - voz, coros
- Jean-Baptiste Gaudray - guitarra
- Idoling!!! - voces, coros
- Julien Jabre - instrumentos, programación
- Kele Okereke - voz, coros
- Martin Solveig - voz, coros, instrumentos, programación
- Martina Sorbara - voz, coros
- Sunday Girl - voz, coros
- Michaël Tordjman - instrumentos, programación
- Philippe Weiss - mezcla, masterización
- Mezclado en Red Room Studio, Suresnes
- Masterizado en Sterling Sound, Nueva York
  - Ready 2 Go masterizado en Red Room Studio

## Posicionamiento en listas
| País (2011) | Lista                | Mejor posición | Ref.  |
| ----------- | -------------------- | -------------- | ----- |
| Alemania    | German Albums Chart  | 84             | [ 3 ] |
| Bélgica     | Ultratop 40 (valona) | 37             | [ 4 ] |
| Francia     | French Albums Chart  | 18             | [ 4 ] |
| Suiza       | Swiss Albums Chart   | 77             | [ 4 ] |